# بژانووو (استان دوبریچ)
بژانووو (به بلغاری: Bezhanovo) یک منطقهٔ مسکونی در بلغارستان است که در شهرستان جنرال توشوو واقع شده‌است.